# Курркони
Курркони (англ. Gurr-Goni), также кунгурулкунги (англ. Gungurulgungi), — племя австралийских аборигенов в Северной территории, Австралия.
Название племени образовано при помощи суффикса курр- и слова кони «это».

## Язык
Язык курркони — кунвинькуанский язык, исследован Ребеккой Грин. Курркони принадлежит к пураррской семье языков. Несмотря на то, что наккара и тьеппана также входят в пураррскую семью, словарное сходство между языками низкое: 22 % между курркони и наккара, 24 % между курркони и тьеппана.

## Ареал
Племя живёт к югу от Манингриды, к юго-востоку от верховий реки Томкинсон и на запад от реки Кэдл.
Соседствующие племена — народы дангколо и маненгкереррпе на западе, кунавитьи и накара на севере, а также картпам на западе.

## Социальный строй
Племя курркони делится на три рода: попурерре, антирртялапа, кулумаррарра. Два рода уже исчезли — атпиминги и марратить.